# 百人斬り競争

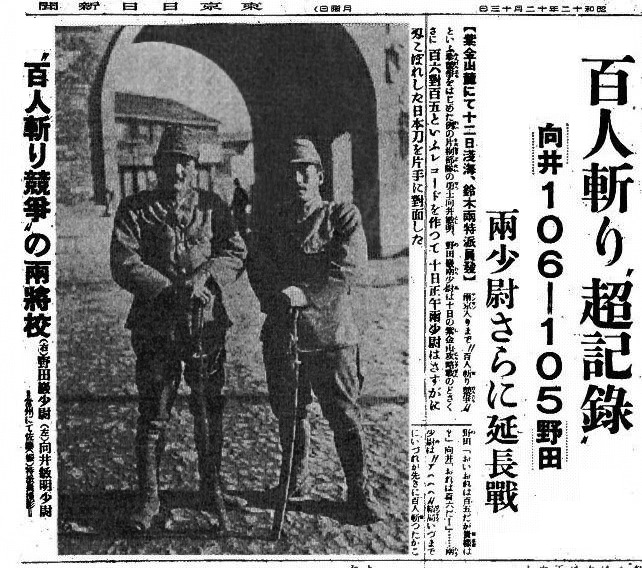
百人斬り競争を報じる1937年12月13日の東京日日新聞。写真右は野田毅少尉 、左は向井敏明少尉（常州にて佐藤振壽撮影）

百人斬り競争（ひゃくにんぎりきょうそう）とは、1937年11月から12月にかけての南京戦において、上海派遣軍 第16師団歩兵第9連隊第3大隊副官野田毅少尉と同大隊砲兵小隊長向井敏明少尉が敵兵百人斬りをどちらが先に達成するかを、競争していると報道された話。南京軍事法廷では、報道記事が証拠とされ両少尉は死刑の判決を受け、雨花台で処刑された。
戦中は前線勇士の武勇談として賞賛されたが、戦後は南京事件を象徴するものとして非難された。戦後、本多勝一の『中国の旅』で紹介され、これに対して鈴木明が『「南京大虐殺」のまぼろし』、山本七平が『私の中の日本軍』で、虚構性を論じたことにより一般に知られるようになった。山本に対して洞富雄が反論した。
2003年4月28日、向井敏明の長女、二女、野田毅の妹の遺族三人が原告となって、毎日新聞、朝日新聞と執筆者の本多勝一、据えもの斬り競争だったと主張する本多の論稿を含む『南京大虐殺否定論13のウソ』を刊行した柏書房を被告とし、「信憑性に乏しい話をあたかも歴史的事実とする報道、出版が今も続き名誉を傷付けられた」として、東京地裁へ提訴し、出版差し止め、謝罪広告、損害賠償を請求した。2005年8月23日、東京地方裁判所の判決 (土肥章大裁判長)で原告らの請求が棄却され、2006年5月24日、控訴審・東京高等裁判所の判決 (石川善則裁判長) で控訴が棄却され、2006年12月22日、上告審・最高裁判所 (今井功裁判長) で上告が棄却された。『当時としては、「百人斬り競争」として新聞報道されることに違和感を持たない競争をした事実自体を否定することはできず』『本件日日記事は、両少尉が浅海ら新聞記者に「百人斬り競争」の話をしたことが契機となって連載された』『両少尉が「百人斬り競争」を行ったこと自体が、何ら事実に基づかない新聞記者の創作によるものであるとまで認めることは困難』と認定され、原告敗訴が確定した。

## 当時の報道
戦時中に、以下の記事が報道された。
| 番号 | 媒体           | 日付             | 主な内容 |
| ---- | -------------- | ---------------- | --- |
| 1    | 東京日日新聞   | 昭和12年11月30日 | 向井少尉と野田少尉が敵兵をどちらが早く百人斬りするか競争している。無錫から初めて現在65対25（常州でのインタビュー記事）（常州にて29日、浅海、光本、安田） |
| 2    | 東京日日新聞   | 昭和12年12月4日  | 常州出発から丹陽までに数字を更新して86対65。向井少尉は丹陽中正門の一番乗りを決行、野田少尉も右手首に軽傷（丹陽にて3日浅海、光本） |
| 3    | 東京日日新聞   | 昭和12年12月6日  | 「句容入城にも両少尉が最前線に立って奮戦」、89対78（句容にて5日浅海、光本） |
| 4    | 東京日日新聞   | 昭和12年12月13日 | 紫金山攻略戦の際に106対105、野田「おいおれは百五だが貴様は？」向井「おれは百六だ！」10日正午対面しドロンゲームとして新たに150人斬り競争を始めた。11日昼中山陵を眼下に見下す（紫金山麓にて12日浅海、鈴木)－向井、野田の両名が並んでともに撮られた記念写真が紙面に載る。 |
| 5    | 鹿児島毎日新聞 | 昭和12年12月16日 | 東京日日新聞の後追い記事 |
| 6    | 鹿児島毎日新聞 | 昭和12年12月18日 | 東京日日新聞の後追い記事 |
| 7    | 大阪毎日新聞   | 昭和13年1月25日  | 野田少尉が中村硯郎あてに百人斬りを自慢する手紙が届いた。その中で、南京入場までに105人斬ったがその後253人を斬ったこと、『百人斬りの歌』が作られていることが紹介されている。                                                                                             |
| 8    | 鹿児島朝日新聞 | 昭和13年3月20日  | 野田少尉が鹿児島に帰還。374人を斬ったと語った。 |
| 9    | 鹿児島新聞     | 昭和13年3月21日  | 野田少尉が374人を斬ったと語った。地元の児童、生徒に百人斬りの競争談をなした。 |
| 10   | 鹿児島朝日新聞 | 昭和13年3月22日  | 野田少尉の父伊勢熊氏が息子の戦果(374人斬り)を紹介。（野田少尉、両親、五女とよ子氏の写真が掲載） |
| 11   | 鹿児島新聞     | 昭和13年3月26日  | 野田少尉が神刀館で百人斬りの講演を行った。 |
| 12   | 東京日日新聞   | 昭和14年5月19日  | 向井少尉が野田少尉と別れてから約束の500人斬りを果すため、奮闘中。今までに305人斬った。 |
| 13   | 新世界朝日新聞 | 昭和14年6月12日  | 野田中尉は戦死したが（誤報）、向井中尉は約束の500人斬りを果すため愛刀が折れるまで頑張るという。 |

## 反響
この競争は地元で英雄譚として、大いに称賛された。鹿児島市草牟田尋常小学校の副教材では百人斬り競争をとりあげ、「血わき、肉おどるような、ほがらかな話であります」と紹介された。大日本雄弁会講談社の高木義賢著『南京城総攻撃(支那事変少年軍談)』はこのことを「報国百人斬競争」と呼んでいる。
野田は、地元の小学校、中学校で、多くの公演を行い、百人斬り競争について話をした。

## 南京軍事法廷
1947年の夏、ともに陸軍少佐として復員除隊していた向井敏明と野田毅はGHQにより逮捕され、警察署に拘留された後巣鴨拘置所さらに中国・南京戦犯拘留所に移送され、12月4日に東京日日新聞やその転載翻訳を資料とする『外人目睹中之日軍暴行』を基に南京軍事法廷において「我国人」殺害の容疑でそれぞれ起訴された。12月5日向井の法廷弁論を終えた後、二人の事件は合同裁判に付することとなり、さらに其の後、別の三百人斬りを理由に既に起訴され同月12日にも公判が行われていた田中軍吉陸軍少佐（事件当時、第六師団第四五連隊中隊長、陸軍大尉）と合同公判を行うこととなった。18日に行われた公判ではより多くの人が聞けるよう法廷外にも拡声器を設けられ、石美瑜裁判長によって当日18日には「戦争中捕虜及び非戦闘員に共同で連続して虐殺を行った」として全員死刑判決を受けた。3名は中華民国によって1948年1月28日に南京郊外（雨花台）で処刑された。(詳細は後述百人斬り競争#南京軍事法廷の詳細)

## 論争
1971年、本多勝一は、朝日新聞に連載していたルポルタージュ『中国の旅』（のちに単行本化）で、この事件を取り上げた。このとき、本多は、両少尉をA少尉、B少尉と匿名で表現した。これに対して、イザヤ・ベンダサン（山本七平）は、「百人斬り競争は存在しない」とし、「なぜ両少尉を匿名にしたのか。実名を明らかにしていただきたい。この話は「伝説」なのでしょう。この二人は存在しないから実名が記せないのでしょう。」と批判した。これに対して、本多は、両少尉の実名入りの新聞記事や鈴木二郎記者、志々目彰の手稿(後述)を挙げ、「これでも伝説と主張しますか」と反論した。
山本は軍隊の常識という経験に基づいた論法で、鈴木明は南京軍事法廷の記録と向井少尉を知るもの達への取材という方法により虚偽を主張。
その後、鈴木は雑誌分載の主張をまとめた「南京大虐殺のまぼろし」を出版し、大宅賞を受賞する。山本は殺陣師の談話や軍刀修理に当たった成瀬関次の著書『戦う日本刀』、軍刀の強度試験に立ち会った材料工学のO工学博士からの手紙、自身の体験等から、「日本刀で本当に斬れるのはいいとこ三人」(殺陣師）等を引用して「日本刀にはバッタバッタと百人斬りができるものでない」と結論づける。
秦郁彦は、その山本に対し、「1．無抵抗の捕虜を据えもの斬りすることを想定外としていること」「2．成瀬著から都合のよい部分だけを利用し、都合の悪い事例を無視していること」から『トリックないしミスリーディングといえよう』と評した。洞富雄も、同じ観点から同様に山本七平と鈴木明を批判している。
(山本の「据えもの斬りを想定外」について。また「都合の悪い事例」すなわちは日本刀の優秀性を謳う個所は秦によるとこの4箇所。）
野田少尉が手紙で中村硯郎に百人斬りを告白し、新聞報道の内容にいささかの否定的見解も示していない(「当時の報道」の8番の記事)記事や、向井中尉自らが浅海、光本、鈴木記者とは別の特派員に、それも二年後において話した「305人斬り」の記事が2004年に再発見されたことで、「百人斬り競争は浅海記者らの一方的な創作記事だった」という鈴木明、山本七平の説は否定されることになる
。

### 「据え物斬り」説

#### 本多勝一による「据えもの百人斬り」説
本多勝一は、適示されている事実からの推論の形式により論者の個人的な位置見解としての体裁を採りつつ、両少尉の行為がいわゆる「据えもの斬り」（通常、軍刀等を用いて座している者等を斬ることを意味する）であり、捕虜虐殺競争を行ったものであること、及び、その結果、両少尉が南京軍事裁判で死刑に処せられたことを事実として摘示した。。

#### 主張の根拠
本多勝一らは、「百人斬り競争」の事実は次のような各種資料に裏付けられている、と主張した。
1. 当時の新聞等の資料（東京日日新聞の記事）
2. 東京日日新聞の記事以外にも、次のような報道がされている。
  1. 野田少尉の中村硯郎あての手紙が紹介されている。その中で、「百人斬り競争なんてスポーツ的なことが出来た」こと、南京入城までに「105斬った」がその後「253人叩き斬った」として「百人斬り競争」の事実を自認している。
  2. 野田少尉が帰国した際の記事では「374人を斬った」として野田少尉が「百人斬り競争」について詳細に語っている。
  3. 向井少尉は、「今度は千人切りである」「野田少尉と別れてから約束の五百人斬りを果たすため、一生懸命やっている」「今までに305人斬りました」と述べている。
3. 野田少尉の父、野田伊勢熊は昭和42年6月の段階で野田少尉が「南京入城前に百人斬り競争を同連隊の向井少尉となし」たことを認めている[44]。
4. 野田少尉と同じ中隊に所属していた望月五三郎は手記『私の支那事変（私家版）』(P42-45)に、野田少尉が非武装の一般農民を斬ったこと、支那人を見つければ向井少尉と奪い合いをするほどエスカレートしたこと、を記している。
5. 志々目彰は、「中国」1971年12月号に投稿した論稿の中で、野田少尉の講演内容を「郷土出身の勇士とか、百人斬り競争の勇士とか新聞が書いているのは私のことだ。実際に突撃していって白兵戦の中で斬ったのは四、五人しかいない。占領した敵の塹壕にむかって『ニーライライ』とよびかけるとシナ兵はバカだから、ぞろぞろと出てこちらへやってくる。それを並ばせておいて、片っぱしから斬る。百人斬りと評判になったけれども、本当はこうして斬ったものが殆んどだ。」と紹介している。そして、志々目彰の同級生であった辛島勝一は志々目にあてた手紙の中に、野田が捕虜を斬った話をしていた旨を記している。
6. 2少尉が作成した遺書の中でも、2少尉が「百人斬り競争」について話したことにより新聞記事になった、と認めている
7. 浅海、鈴木両記者及び佐藤振壽カメラマンの論稿では、記者が二人の少尉から聞いた話を記事にした、と一致して述べられている。
8. 南京攻略戦においては、捕虜や一般民衆に対する殺害はごくありふれた現象だったことを示す資料は多数存在している。
9. 以上に示した各資料は、野田らが農民等を殺害した現場を目撃した資料、野田少尉が「百人斬り競争」をなし、捕虜を殺害した旨話した資料、両少尉が取材記者に対して自ら「百人斬り競争」について語っていた資料であり、更にはこれらの資料を裏付ける資料の存在などお互いの資料が支えあい、補い合って「百人斬り競争」の事実と捕虜の殺害の事実を明らかにしているのである。

#### 秦郁彦による「据え物斬り」説
秦郁彦は「百人斬りについて、私は通説とはちょっと違う見解なんですよ。これは捕虜の据えもの斬りだったのではないかと推定しています。もちろん百人はオーバーでしょうが、百人斬りをやったとされる二人の少尉のうち、一人は有名になってから母校の小学校で講演して、生徒たちに、あれは捕虜を斬ったんだと話しているんです。それを聞いた人が何人かいるんですよ。捕虜の据えもの斬りなら可能なんです。」と述べた。
秦郁彦は、1991年夏、志々目彰の証言の裏付けをとるために鹿児島師範学校付属小学校の同級生名簿を頼りに問い合わせ、「野田中尉が腰から刀を抜いて据えもの斬りをする恰好を見せてくれたのが印象的だった」という辛島勝一の証言、「実際には捕虜を斬ったのだと言い、彼らは綿服を着ているのでなかなか斬れるものではなかった」と付け加えたという北之園陽徳の証言、野田が全校生徒を前に剣道場で捕虜の据え物斬りの恰好をして見せたのを記憶しており、あとで剣道教師から「とんでもない所行だ」と戒められたという日高誠の証言などを紹介し、「どうやら一般住民はともかく、野田が白兵戦だけでなく、捕虜を並べての据え物斬りをやったと『告白』したのは事実らしい。」と述べた。

#### 望月五三郎の回想録
野田少尉の部下であったという望月五三郎は、私家版の回想録『私の支那事変』で野田少尉の行為を下記のように描写している。
```
このあたりから野田、向井両少尉の百人斬りが始るのである。野田少尉は見習士官として第11中隊に赴任し我々の教官であった。少尉に任官し大隊副官として、行軍中は馬にまたがり、配下中隊の命令伝達に奔走していた。
この人が百人斬りの勇士とさわがれ、内地の新聞、ラジオニュースで賞賛され一躍有名になった人である。
「おい望月あこにいる支那人をつれてこい」命令のままに支那人をひっぱって来た。助けてくれと哀願するが、やがてあきらめて前に座る。少尉の振り上げた軍刀を背にしてふり返り、憎しみ丸だしの笑ひをこめて、軍刀をにらみつける。
一刀のもとに首がとんで胴体が、がっくりと前に倒れる。首からふき出した血の勢で小石がころころと動いている。目をそむけたい気持も、少尉の手前じっとこらえる。
戦友の死を目の前で見、幾多の屍を越えてきた私ではあったが、抵抗なき農民を何んの理由もなく血祭にあげる行為はどうしても納得出来なかった。
その行為は、支那人を見つければ、向井少尉とうばい合ひする程、エスカレートしてきた。
両少尉は涙を流して助けを求める農民を無残にも切り捨てた。支那兵を戦闘中たたき斬ったのならいざ知らず。この行為を連隊長も大隊長も知っていた筈である。にもかかわらずこれを黙認した。そしてこの百人斬りは続行されたのである。
```

朝日新聞は名誉棄損裁判にて、望月の回想録を証拠として提出し、裁判所は反証がないことを以って回想記を真実の証拠の1つにしている。

### 主な否定説
両少尉と同じ大隊（歩兵9連隊第3大隊）の大野少尉（第3大隊第9中隊第1小隊）陣中日誌に拠り東中野修道が検証
| 日付     | 行跡                                                                       | 解説                                                                        |
| -------- | -------------------------------------------------------------------------- | --------------------------------------------------------------------------- |
| 12月2日  | 13:45丹陽停車場(城外)を占領、更に追撃、新豊駅裏高地にて一晩中交戦す        | 丹陽に入らず、22:00丹陽東門を占領したのは20連隊第4中隊                      |
| 12月3日  | 7:00大隊は出撃す、敵影なし、村落を占領、一夜を明かす                       | 朝第4中隊は大隊と共に丹陽城内を掃蕩                                         |
| 12月5日  | 白許崗、殷巷、大隊は買岡里に進出、ここにて一泊す                           | 句容に向かわず、北西に進み丘陵地帯へ、5日夜(夕？)20連隊第1中隊が句容を占領  |
| 12月11日 | 霊谷寺より(下って)山腹に。迫撃砲射撃を盛に受く、一晩中壕中にて射撃猛烈なり | 第3大隊は中山陵よりも低い地点にいた、上から射撃され苦戦、敗残兵は出ていない |

1. 当時、向井少尉は、丹陽の砲撃戦で負傷して前線を離れ、「百人斬り競争」に参加することは不可能であったという証言をおこなった[56]。鈴木明宛に衛生兵T氏の手紙があり、「向井少尉の負傷は事実で」負傷後の行動も具体的に書かれている[57]。名誉棄損訴訟の判決は、富山大隊長の受傷証明書は事後に提出された、犬飼総一郎手記は具体性に欠けるとし、証拠能力を否定して負傷を認めない。がT氏の手紙には言及していない[58]。(ただし、この主張はケガにより前線を離れる事があったならば当然直属の部下である田中金平の手記にそのことがある筈とする判決理由に抗せるようなものと思えない。また、百人斬り競争１年半後の報道でも、向井自ら出征以来病気もケガもしたことがないと語っている[59]。）
2. 銃器が発達した近代の陸上戦闘では、白兵戦における個人の戦果を競うという概念はほぼない[56]。
3. 向井少尉は砲兵隊の小隊長であり、野田少尉は大隊の副官であった[60]。両者とも所属が異なり、最前線で積極的に白兵戦に参加する兵科ではない。さらに、兵科の違う2人が相談して「何らかの戦果を競争する」ことは不自然である。また、向井少尉には軍刀での戦闘経験はない[56]。2少尉と浅海記者の会見に居合わせ、2少尉の写真[注釈 10]を撮影した東京日日新聞カメラマンの佐藤振寿は、1994年5月に『産経新聞』紙上で、「修羅場になったら（野田少尉が務める）大隊副官は大隊長の命令指示を受けて、何中隊はどうする、と命令を下してなくちゃいけないわけです。（向井少尉が務める）歩兵砲の小隊長は『距離何百メートル、撃てーッ』とやってなくちゃいけない。それなのにどうやって勘定するの。おかしいなと私は思ったんですよ」と証言している[60]。
4. 戦時報道は、言うまでもなく、両少尉の証言は戦意高揚、武勇伝としてのものである[56]。
5. 仮に抜刀による戦闘が実際あったとしても、民間人を殺害させ、勝者には賞が出されるという「殺人ゲーム」のようなものは、東京日日新聞の記述とは全く異なるものである[56]。
6. 東京日日新聞などの記事では、野田少尉と向井少尉が戦場で「百人斬り競争」を始め、その途中経過を記者らに逐次伝えたことになっているが、野田が戦後残した手記によると、二人は1937年秋に無錫で東京日日新聞の記者から「ドウデス無錫カラ南京マデ何人斬レルモノカ競争シテミタラ。記事ノ特種ヲ探シテヰルンデスガ」と持ちかけられ、向井が冗談のつもりで応じると、記者は「百人斬競争ノ武勇伝ガ記事ニ出タラ花嫁サンガ殺到シマスゾ」「記事ハ一切記者ニ任セテ下サイ」と述べた[61]。2少尉と記者は無錫で別れ、野田少尉によれば、件の記者と再会した時には、既に「百人斬り競争」の記事が日本で話題になっていたという[61]。
7. 向井少尉が昭和15,6年頃、母校の京城公立商業学校を訪れた際、「校長から『生徒達に是非百人斬りの話を』とすすめられたが、何故か固辞して語らなかった」、と共に訪れた同級生・田辺の証言がある[62]。
8. 3年後向井中隊長の直属の部下になった宮村喜代治は、昭和15年の秋頃広東で向井中隊長から「あれは冗談だ」「冗談話を新聞記事にしたんだ」「冗談が新聞に載って、内地でえらいことになった」と聞いた。その旨、裁判でも陳述書にしている。報道陣は第一線までは来ず、突撃演習が実戦として放映されたことがあるが悪い気はしなかった、とも語っている[63]。
9. 当時向井少尉の直属の部下だった田中金平は、阿羅健一の取材[要出典]に1983年頃次のように答えたとされる。「まわりの兵隊達もその話は知っていました。しかし誰も信用していません」「無錫から南京にいくまでほとんど私の側にいました。この間、小隊長が刀を抜いたのを一度も見ていません」「我々の周りに中国兵などいません」[注釈 11]。
10. 2人とも丹陽にも句容にも入城していない、中山陵を見下す地点に行っていない。『記事は一切記者に任せてください』どおり、記事は創作。13日記事の写真が11月29日(または30日)に撮影したものなのは、3者が会っていなかったから[65]。
11. 第3報（12月6日）を掲載した「記事の隣の記事は、浅海記者が同じ12月5日に丹陽で取材した記事であり、丹陽で取材しているはずの浅海記者がはるか離れた句容で2少尉から『百人斬り競争』の結果を取材したことになり、全くありえない」[66]。浅海記者はその後も丹陽にとどまり、12月10日鈴木記者と合流した[67]ことが戦後の東京裁判尋問調書で知られる。この点からも「12月5日の句容（丹陽の先）での記事は虚偽である[68]」。さらに、検事から『1937年12月5日の記事の執筆者はあなたですか』と質問され『はい。私がこの記事の執筆者です』と答えている[69]。これにより記事は光本記者ではなく、浅海記者が書いたものと確認された[注釈 12]。
12. 「毎日新聞社自身、毎日新聞が平成元年3月5日に発行の『昭和史全記録』の中で、百人斬りに触れ、『この記事は当時、前線勇士の武勇伝として華々しく報道され、戦後は南京大虐殺を象徴するものとして非難された。ところがこの記事の百人斬りは事実無根だった』と書いている」[70]。
13. 「(軍隊では）ボク・キミ・アナタ・ワタシ等は絶対に口にできない禁句に等しかった」、「一人称代名詞は原則として使ってはならず・・・使う場合は『自分』であって、他の言葉は使えない」、「軍隊語の二人称代名詞は俗説では貴様だが・・・私自身、将校同士が貴様と言い合った例を知らない」、貴公のはず。山本七平は自身の将校経験から会話文を分析する。軍隊ではこれを叩き込まれ、三カ月もすれば反射的に軍隊語が出てくるという[71]。
14. 本多はこの論争を『死人に口なし』、『今後相手はご免被る』と一方的に打ち切った[27]。

#### 佐藤振壽の証言
- 第1報の会見に居合わせ2少尉の写真を撮った、東京日日新聞カメラマン・佐藤振寿は名誉毀損訴訟の陳述書の中で「記事を見たのは、翌年の一月に南京から上海に帰ってからですが、そのときの印象は『浅海はうそっぱちを書いたな』という感想です」と述べた[72]。訴訟の証人尋問では、「（百人斬りは）100%信じることはできません」「（記事は）うそだと思いましたよ」と述べた[73]。

#### 肯定側主張について
- 民衆殺害について

“民衆に対する殺害”に関し、研究者は次の留意を記している。中支では民衆に「抵抗することが要求され」た。(ただし、中国住民側からこのようなことが求められたとの証言はほとんど見られない。また、この主張をする者は抵抗と戦闘との区別がついているのかも不明である。）「上海で日本軍歓迎の旗を振る婦人の列の陰から便衣隊が一斉射撃をした。不意を衝かれた日本軍の死体は、見る見るうちに山と築かれていった。「老婆といえども情報を探って通報する恐れ」があった。某カメラマンの言「一度自分がやられそうになった時、相手をやらなければ自分がやられるのだな、ということをしみじみ痛感させられた」。なお昭和20年小磯國昭内閣が本土決戦のために「国民義勇隊」を組織化すると発表したとき、南原繁教授（東京帝国大学法学部長）は次のように語っている。「ゲリラをしますとね、虐殺されても仕方ないです。本当の戦闘員ですと、捕虜として待遇され、そうにひどい目に遭うことはないですが、ゲリラですと直ちに殺されても文句はいえません。あれは一番ひどい目に合います」。
- 志々目彰および回想記（1971年発表）について
  - 志々目彰が野田から聴いたという講演内容によれば「「占領した敵の塹壕にむかって『ニーライライ』とよびかけるとシナ兵はバカだから、ぞろぞろと出てこちらへやってくる。それを並ばせておいて片っぱしから斬る[78]」。一方、「百人斬り訴訟」裁判の原告側は「中国国民党は、ドイツ式の組織防衛戦を行い、日本軍と遜色ない武器を携帯した近代軍隊でありニーライライと呼びかけられ、塹壕から出てくることはあり得ない」と主張した[79]。
  - 処刑について「日本の新聞はニュースさえ報道していない」[80]。野田の同期生・手島清忠も「銃殺されたことを知ったのは後のことである」[81]と1972年に語っている。志々目が“新聞記事”を読み「銃殺は当たり前」と考えた[注釈 15]のは極東裁判(1948年)当時ではない。後の情報（次に話題になるのは23年後）を基に考えたことを、当時の話として語っている[誰によって?]。(ただし、この主張はあまり意味があると思えない。前年に酒井隆陸軍中将[83]や同年3月に田中久一陸軍中将[84]が銃殺されたことや、野田らに12月に死刑判決が出たこと[85]はそれぞれ当時新聞でも報じられている。志々目がそのような記事が出たと当時から思いこむことがあったとしても不思議はない。)

- 望月五三郎の回想記（1985年刊）について
  - 望月の回想記に「重機関銃、軽機関銃の猛射で城壁は破壊されていく」「戦車が城門めがけて激突破した」などとあるが、本当の体験記なのかと思うほど間違いが多いと阿羅健一は言う[86]。
  - 「百人斬りの勇士と・・・一躍有名になった人である」。望月はこれを昭和12年11月27日-11月28日の条に記している[87]。東京日日新聞の第1報が出るのが昭和12年11月30日、有名になるのはその後である。また、第1報が出るまでに“競争”が始まっていないことは、名誉棄損訴訟に於ける佐藤振寿の証言がある[注釈 16]。これについては、日記と回想記を混同しているとする反論がある。
  - 望月の回想記では、「連隊長も大隊長も知っていた筈である。にもかかわらずこれを黙認した」としている[89]。が、野田の士官学校の同期生吉田大桂司からは、伝聞の形ではあるものの片桐連隊長が野田を厳しく戒めたと聞く、あるいは叱ったらしいとの証言[90]もある。(ただし、同じ連隊の向井はかなり後まで何百人斬りといった形で続けていたことが当時のその後の報道にも出ている。（｢当時の報道」欄参照）)
  - 遺族の名誉棄損による賠償訴訟を担当した弁護士の稲田朋美は、望月の親族が電話取材に対し「だれもあんな人のいうことを信用していませんよ。親族にも迷惑ばかりかけていました。そういう本を書いて関係者の方々に送ったということですが、だれも相手にしていないと思います」と語ったという[91]。

- 本多勝一のルポについて

ほとんど知られることのなかった「百人斬り伝説」を「本多勝一記者は中国旅行中に南京で聞きこん」で「『朝日新聞』の連載でむし返し」たと非難する意見がある。鈴木明は、「ルポは、そのネタとなった35年前の『毎日』の記事と比べて、1.戦闘中の手柄話が、故意に平時の殺人ゲームにスリかえられている。2.『上官命令』というフィクションがつけ加えられている。3.『百人斬り』が3回もくり返されたように誇張された表現となっている、など、明らかに『勘ちがい』とはいえない『作りかえ』が成されており・・数十倍も強烈である」という。これに対しては、実際に現地にそのように伝わっている、さらに当時この裁判の模様が裁判所内に入りきれない人に公開できるよう所内の発言が拡声機ピーカーで外に中継されたことは研究者で知る者は比較的多く、その中継内容と言い伝えとの関係すら調べずにこのような批判ができるのかという反論、寧ろ戦闘中にこのようなことを行うのは困難だからこそ戦闘外での捕虜の処刑ではないかと人々が疑っている方こそ正しいのではないかといった反論がある。（なお、実際に当事者からそれぞれ300人を超す人間を斬ったという話が出ていたことがその後分かっている。「当時の報道」欄参照）
名誉棄損裁判（後述）に原告側の証人として出廷した佐藤振壽は証人尋問で、本多の取材手法や検証のなかったことを批判した。佐藤は「私に聞かないで百人斬りの話なんか分かるはずはないと思って、従って、朝日新聞の記事はうそであるという結論に至りました。ジャーナリストが一つの事実を報道する場合に、あくまでそれが真実であると確信しなければ、原稿に書いてはいけないことなんですよ」と語った。ただし、この主張に対しては、その論法であれば虚偽の話が流れているときに元の話が事実でないかもしれないから其れについて語ってはいけないという事になり反って嘘が流れるままにしなければならないという理屈になってしまう、本多は中国でそういう話が伝わっているというまさに事実の方を伝えたものだ、そもそもジャーナリズムには引用という手法が確立しているという反論がある。
秦郁彦は、田中正明が本多を"無責任なレポーター"と評したことを紹介している。

#### 記事を疑問とする主張
第1報：会見は無錫ではなく常州。浅海一男記者は“無錫に一番乗り”という、11月27日発の記事を書いている。2少尉が属す冨山大隊は26日、すでに常州（無錫の先）に向け追撃に移っており、無錫での会見は不可能だった。29日(か30日)常州で会見に加わった佐藤振壽は、“競争”は未だ始まっていなかったと証言している。一方浅海記者は、さかのぼって無錫から常州までに「25名を斬」った、「刃こぼれが」した、等と記事に書いている。なお名誉棄損訴訟の判決は、「聞き取った内容を記事にした」という記者の供述に信頼を置く。結果がこの第1報であり2,3,4報である。
第2報：当時当事者が書いた『大野日記』に、2少尉が属す冨山大隊が丹陽に入城した形跡はない。
第3報：冨山大隊が属す9連隊は句容を迂回した。5日浅海記者はまだ丹陽にいて、句容にいない（否定論の第3報参照）。
第4報：11日向井少尉に会ったと記事に書いた鈴木二郎記者は、『抵抗もだんだん弱まって、頂上へと追い詰められていったんですよ。・・・いぶり出された敵を掃蕩していた時ですよ、二人の少尉に会ったのは』と1972年の取材に答えている。「紫金山(488m)攻撃」の戦況に限れば、鈴木記者は間違っていない。その後公文書や第1次資料が大量に発掘され、精緻な研究が進む。『南京戦史(1989年)』他によると、冨山大隊が戦ったのは、紫金山麓ではあるが「本街道地区の戦闘」で、両者には明確な線引きがあった。「中山陵を眼下に見下す」地点にも行っていない。9日（9連隊は10日）から始まったこの戦闘は11日も、「益々敵の射撃猛烈」で上から終日射撃され孤立ないしは苦戦して「戦況は進展しなかった」。第3大隊が当初目指す73(m)高地も未だ攻略されていない。
一方の浅海記者は、直接の戦場でなかった「孫文陵前の公道あたり」で「両少尉の訪問を受けた」と語る。その場には『向井少尉、野田少尉、浅海さん、ぼく(鈴木)の4人がいた』という。『記事は浅海さんが主に執筆したもの』とは東京裁判の検事に、『どちらが直接執筆したかは忘れました』は「週刊新潮」に、鈴木記者が各々答えている。記事の写真は常州中山門を背に佐藤振壽が11月29日(か30日)に撮影したもので、紫金山麓と合致しない門と分かる部分はカットされて掲載された。
なお判決は、記事として具体的には唯一、第4報だけに言及し「冨山大隊がおよそ紫金山付近で活動していたことすらなかったものとまでは認められない」ことを一理由として、新聞報道は完全な虚偽ではなかったとしている。

#### 論争当時の著名著述家の反応
- 臼井吉見「特派員の署名記事で、銃後の話題を賑わそうとの特ダネゲームの与太ばなしであった・・」
- 開高健「ジャーナリズムの幼稚と無責任をうまくついた作品で・・もっと正面から告発してもよかった」
- 小田実「百人斬りというような事件は、真実には、それ自体はたしかになかったものにちがいない」[120]

原剛によれば、「両少尉は、戦闘中の白兵戦か捕虜捕獲の際に、何人かを斬ったことがあるのを、浅海記者などの誘いに乗り、つい「百人斬り」という大言壮語をしたのではないかと思われる。」という。
ボブ・ワカバヤシは、「総合すると、私は、浅海の記述は二人の将校が彼にした自慢話がもとになっているため、完全に捏造されたものではないものの、二人の将校が不当に処刑され、事件が虚構であったとの結論に達した。この結論は、南京アトロシティ全体が捏造であることを意味するものでもなく、帝国陸軍が戦争犯罪から免除されることを意味するものでもない。」と述べた。

## 名誉毀損裁判
2003年4月28日、野田・向井の遺族が遺族及び死者に対する名誉毀損にあたるとして毎日新聞、朝日新聞、柏書房、本多勝一らを提訴した。原告側代理人弁護士は稲田朋美。

### 訴訟の主な争点

#### 「戦闘による百人斬り」を言いだしたのは誰か

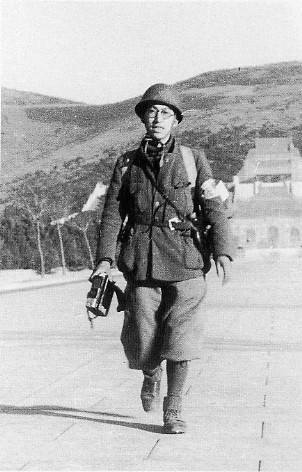
佐藤振壽カメラマン、中山陵の前で昭和十三年十二月十三日に撮影

- 原告の主張 - 報道された新聞記事大阪毎日新聞、東京日日新聞の記者らが戦意高揚のために創作した[124]。
- 被告（毎日新聞）の主張 - 報道された新聞記事は両少尉が記者たちに語ったことをそのまま伝えた。記者たちは実際に二人が中国人を斬ったところは見ていない。
- 裁判所の判断
  1. 日日新聞に掲載された写真を撮った佐藤カメラマン(原告側証人)は、記事の執筆には関与していないが、「百人斬り競争」の話を両少尉から直接聞いたと供述しており、これは当時の従軍メモを元にしている点からも信憑性が高い。
  2. 両少尉自身も、遺書等で両少尉のいずれかが記者に話したと記している。
  3. 野田少尉が中村硯郎あてに百人切りを自慢する手紙を送ったり、地元鹿児島で百人切りを認めるコメントをしたり講演会をしたりしており、少なくとも野田少尉は百人切りを認める発言をしている。

等の理由により、『両少尉が浅見記者ら新聞記者に話をしたことが契機となり、「百人斬り競争」の記事が作成されたことが認められる。』と判断した。

#### 向井少尉の負傷について
- 原告の主張 - 当時、向井少尉は丹陽の砲撃戦で負傷して前線を離れ、「百人斬り競争」に参加することは不可能であった[126]。両少尉の手記や、冨山大隊長の証明書にも同旨の記載がある。
- 被告（本多勝一）の主張 - それらは南京軍事裁判で向井少尉が死刑を回避するために捏造したものである。検察の主張をそのまま認めたら死刑になってしまうのでこの行為自体は仕方ない行為だが、資料の裏付けは無く、信憑性はない。
- 裁判所の判断
  1. 両少尉の手記や、冨山大隊長の証明書は南京軍事裁判になって初めて提出されたものであり、南京戦当時に作成された客観的な証拠は提出されていない。
  2. 向井少尉が丹陽の戦闘で負傷し、離隊しているのであれば、向井少尉直属の部下であった田中金平の行軍記録に当然記載があるはずだが、そのような記載はない。

等の理由により、『向井少尉が丹陽の戦闘で負傷して前線を離れ、紫金山の戦闘に参加することができなかったとの主張事実を認めるにたりない』と判断した。

#### 戦闘による百人斬りは実際に行われたか
- 原告の主張 - 山本七平は著書「私の中の日本軍」で「日本刀は三人戦闘で斬れば使い物にならなくなる。だから100人も斬れるはずがないので100人斬り報道は虚偽である」と主張。原告もそれを引用して同様の主張をした。
- 被告（本多勝一）の主張 - 宮本武蔵や佐々木小次郎でもない一般人が百人も戦闘で斬れるはずがない。実際には両少尉は捕虜や農民を斬ったのであり、それを新聞記者にぼかして伝えたのだ。
- 裁判所の判断 - 南京攻略戦当時の戦闘の実態や両少尉の軍隊における任務、一本の日本刀の剛性ないし近代戦争における戦闘武器としての有用性等に照らしても、本件日日記事にある「百人斬り競争」の実体及びその殺傷数について、同記事の内容を信じることはできないのであって、同記事の「百人斬り」の戦闘戦果ははなはだ疑わしいものと考えるのが合理的である[127]。

#### 実際には何が行われたか
- 被告（本多勝一）の主張 - 
  1. 野田少尉の教官だった望月五三郎が靖国神社に寄贈した体験記「私の支那事変」に、野田少尉が農民をひっぱってきて首を斬り、その行為は中国人を見つければ向井少尉と奪い合いをするほどエスカレートしていった記述がある。
  2. 野田少尉と同郷である志々目彰は小学生の頃、学校で野田少尉が講演を行い、野田少尉が自ら「実は百人斬りの内容は捕虜を斬った」ことを語ったと証言している
  3. 「南京大虐殺のまぼろし」を記した鈴木明も、対象者が捕虜であれば可能性があることを認めている。
  4. 南京攻略戦当時の日本軍には捕虜や農民の殺害はありふれていたことであり、そのことを裏付ける資料は多数存在する。

等の根拠から、実際には両少尉は捕虜や農民の殺害数を競う「殺人ゲーム」をしていたと推察される。
- 裁判所の判断
  1. 望月五三郎の記述の真偽は定かでないというほかないが、これを直ちに虚偽であるとする客観的資料は存在しない。
  2. 志々目彰の小学校の同級生である辛島勝一も、志々目彰と一緒の機会に、野田少尉から、百人という多人数ではないが逃走する捕虜をみせしめ処刑のために斬殺したという話を聞いた旨述べている。辛島が野田少尉を擁護する立場でそのような内容を述べていることに鑑みれば、ことさら虚偽を述べたものとも考え難く、少なくとも野田少尉が「捕虜を斬った」という話をしたことは両名の記憶が一致している。
  3. 本多は捕虜を斬ったとする鵜野晋太郎の手記を引用している。これらの話も、真偽のほどは定かではないというほかないが、自身の実体験に基づく話として具体性、迫真性を有するものと言える。

以上の点から、その重要な部分において全くの虚偽であると認めることはできないというべきである。以上と異なる前提に立つ原告らの主張は、いずれも採用することはできない。

#### 時効
- 被告（毎日新聞）の主張 - 新聞記事は1937年のものであり、民法724条の除斥期間(3年)は経過しており、訂正・謝罪の義務はない。
- 原告の主張 - 新聞記事は60年以上前の物であるが、その記事は虚報であり、その虚報を正さずに放置し続ける限り、時効は延長する。
- 裁判所の判断 - 前述の通り新聞記事が「虚偽であることが明らかになったとまで認めることはできない」。よって時効は考慮するまでもない[注釈 19]。また仮に原告らの請求権が存在していたとしても除斥期間を経過しており時効は成立している。

上記等の理由により、2005年8月23日、東京地裁において原告請求全面棄却の判決が出された。
原告は控訴、2006年2月22日、東京高裁は一回審理で結審した。なお、控訴人が提出した第2準備書面の一部の陳述について、裁判長は内容不適切（裁判官侮辱）につき陳述を認めないとした。結審の後、控訴人側弁護士は裁判官の忌避を申し立てたが3月1日却下された（結審後の申立てや訴訟指揮を理由とした裁判官忌避は通常認められない）。5月24日、控訴棄却判決。
原告側は上告したが12月22日、最高裁においても上告棄却判決。原告側の敗訴が確定した。

### 備考
- 証人の制限。原告側の証人として出廷した佐藤振寿は原告側で唯一の証人だった。原告側弁護人を務めた稲田朋美によると、原告側は佐藤以外にも証人を申請し、上申書も提出したが、裁判所から却下されたという[130]。

## 南京軍事法廷の詳細
1947年の夏、ともに陸軍少佐として復員除隊していた向井敏明と野田毅はGHQにより逮捕され、警察署に拘留された後巣鴨拘置所さらに中国・南京戦犯拘留所に移送され、12月4日に東京日日新聞やその転載翻訳を資料とする『外人目睹中之日軍暴行』を基に南京軍事法廷において「我国人」殺害の容疑でそれぞれ起訴された。12月5日向井の法廷弁論を終えた後、二人の事件は合同裁判に付することとなり、さらに其の後、別の三百人斬りを理由に既に起訴され同月12日にも公判が行われていた田中軍吉陸軍少佐（事件当時、第六師団第四五連隊中隊長、陸軍大尉）と合同公判を行うこととなった。18日に行われた公判ではより多くの人が聞けるよう法廷外にも拡声器を設けられ、石美瑜裁判長によって当日18日には「戦争中捕虜及び非戦闘員に共同で連続して虐殺を行った」として全員死刑判決を受けた。3名は中華民国によって1948年1月28日に南京郊外（雨花台）で処刑された。
両名は百人斬りはホラ話あるいは戦闘行為であったと主張、部下を証人として出廷させて欲しいと希望していたものの、部下の証言では信頼性に欠けるとされ、単なる時間稼ぎのための主張とみなされて退けられた。一方で、向井は家族の尽力により、直轄の隊長と浅海記者から弁護のための上申書を出してもらっている。また、両名は競争にブランデーを賭けていたとされる。
北村稔は、ティンパリーによる脚色や『戦争とは何か』の中国語訳版における事実の書き換えが影響し、死刑判決が下ったと主張している。
判決は新聞報道は証拠にならないという中国最高法院の判例に違背し、告訴状の「我国人」を説明抜きで「捕虜及び非戦闘員」にすりかえ、判示しているとする主張がある。ただし、世界的には軍事裁判所は通常の司法裁判所とは別系統の独立した特別裁判所となっていることも多く、フランスやアメリカ合衆国のように軍事法廷から一般の司法裁判所等に上訴かその申立が可能になっているのが例外的だとする意見もあって、当時の中華民国の最高法院の判例の既判力が及ぶのかは検討の余地がある｡（ちなみに、旧日本軍の軍法会議は特別裁判所として、また、軍律審判は行政審判として、大審院をトップとする一般の司法裁判所から別個独立のものであり、そこから一般の司法裁判所への控訴･上訴等は不可能であった｡）また、判決書本文の事実認定部分を見ると「老若の別なく逢えば斬り殺した」、「ゲームとして捕虜および非戦闘員に対する虐殺競争を行った」とされており、裁判の中で検察官の主張あるいは裁判官自身の判断に基づいて、捕虜及び非戦闘員の虐殺があったと事実認定したものと考えられる。なお、この事実認定部分を詳しく見ると、両名は既決の谷師団長による南京虐殺事件の実行行為者として、共同正犯の罪を問われていることが分かる。鈴木明は1972年頃石元裁判長に会い、そのとき録音したテープの中で石は「この３人は銃殺にしなくてもいいという意見はあった。しかし、5人の判事のうち3人が賛成すれば刑は決定されたし、更にこの種の裁判には何応欽将軍と蔣介石総統の直接の意見も入っていた」と言っているとその著書で書いている。（ただし、その意見の具体的な内容は書かれていない。鈴木のこの主張は蒋介石はむしろ戦犯を少数にとどめたがっていたとする一般的なイメージとかなり異なる。例えば、岡村寧次元支那派遣軍司令官は、戦犯抑留者の数が増えたことについて中国側から蒋介石は戦犯は最小限にとどめる方針だが民衆から告発投書が続出しているためと聞いた話を真相に近いのではないかと回想しているほどである。）
遺書では、野田、向井共に死刑は天命と諦めるが、捕虜･非戦闘員を殺害した事はない、南京虐殺事件の罪名は受け入れられないと書いている。さらに、向井は、野田君の発言が記事になり、誰が悪いわけでなく人が集まれば冗談も出るとした上で、自身らの行為は明らかに戦闘行為だったとする。鈴木明の著作によれば、浅海記者はもうよく覚えていないとしながらも気の毒に思って向井の家族からの依頼で本人の言った通り上申書を書いたとし、家族の方からは、具体的に書いてもらった内容が語られるものの、百人斬りは浅海記者の創作だと書いて欲しかった、それは無理だったのだろうと語られているが、家族がその点まではっきりと頼んだのかは他の内容が具体的なだけにかえって曖昧なようにも読める。なお、浅海が自身の創作としなかったことについて非難する向きもあるが、これについては、裁判で百人斬りが野田･向井の冗談や誇張だという主張で通すのであればそれが当然だとする論がある。向井自身は、浅海氏からの上申書も本当の証明だったが一ヶ条だけ誤解をすれば悪くとれるし、その一ヶ条だけが人情として気に掛ったと述べながらも、浅海にも（上申書を書いてくれたことに）礼を言ってくれるよう家族に伝えている。
鈴木の著書では、向井の家族が当時の向井の直属隊長と連絡がとれ、その結果、事件当時向井は怪我を負っていて百人斬りなどできない、12月２日に怪我を負い救護班に収容され15日に帰隊し治療すとの証明書を得られたので送った、それで向井の家族は向井を助けられたと信じていたものの、1947年12月20日朝日新聞に向井･野田･田中が死刑を宣告され他の者は反証を提出できたが此の３人は反証を提出できなかったと報じられたことで、向井の弟が狂ったように心当たりを駈けずり回ったが東京と南京の距離は余りに遠かったと書かれている(←鈴木の書き方はこのままこの通りで、結局、家族が具体的に何をして結果はどうであったのか、本質の全く分からない表現になっている。また、重要な問題であると思われるにもかかわらず、著作を読む限り、鈴木自身が言葉が通じなかったとする石元裁判官のところではともかくとして、此の問題について他を調べて廻ったようには見えない。)。「向井は浅海記者の撮った記念写真（←常州で29日に撮られた写真）に写っているのが自分であることを否定できなかった」と石元裁判長は語っているところから、実際に記者らと会って自ら一連の発言を行ったとみなされ、それら取材を受けたこととケガをしたとする話との矛盾の説明ができなかったのではないかと思われる事、証明書といっても元隊長が向井の家族に頼まれて書いた真偽定かでない個人的な書類であった事等が響いたことが考えられる。(笠原十九司は、向井の負傷入院は部下の田中金平の手記に全くそのような記述が無い事、向井本人が後に出征以来病気もケガもないと語っているところから、信頼できないものとしている。）

## その他

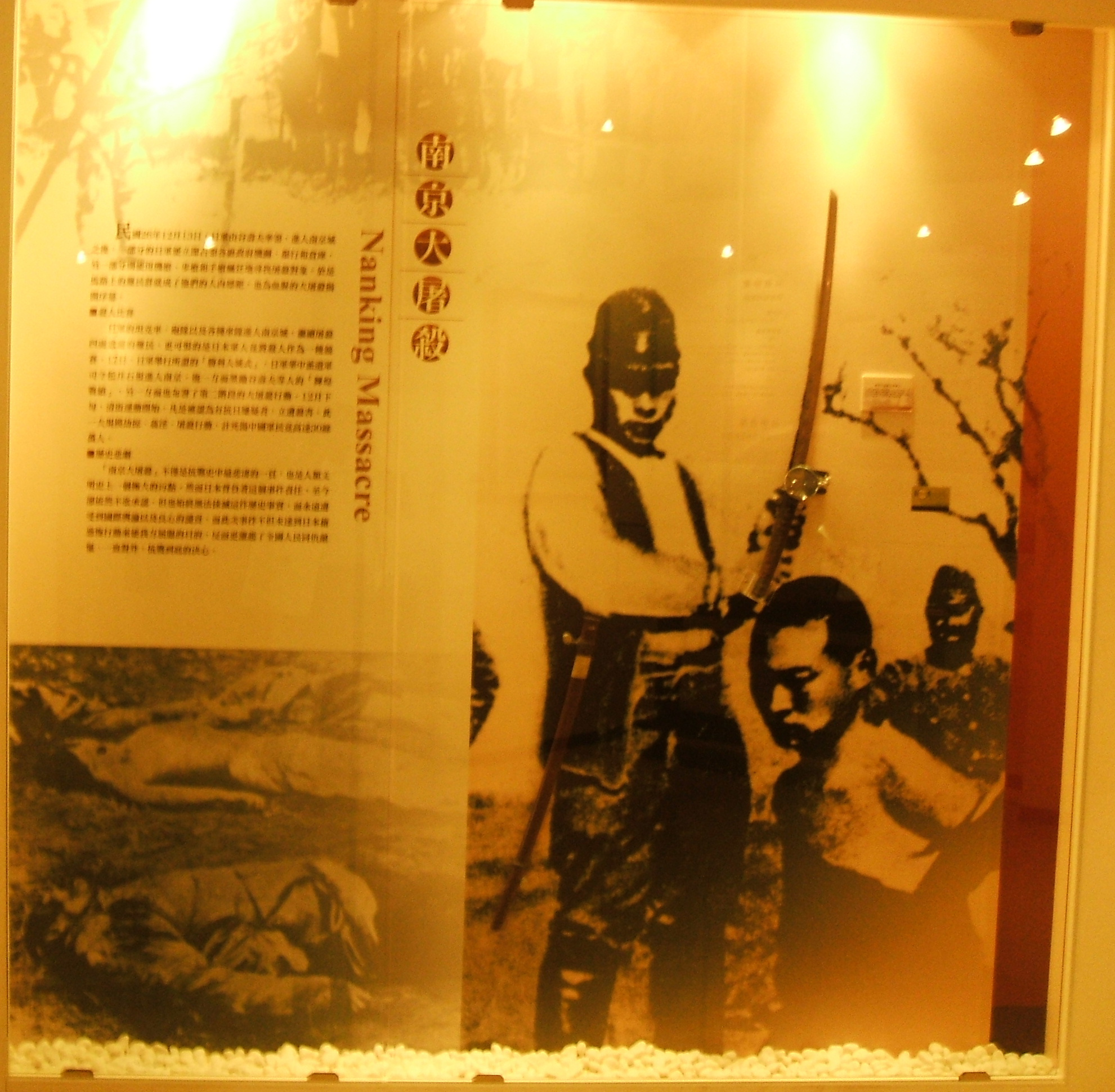
台湾台北市の国軍歴史文物館の展示。田伯烈の"What's War Means"の中文版『外人目睹中之日軍暴行』及軍事委員會政治部『日寇暴行実録』に掲載された写真の左右反転画像のパネルに、九十八式軍刀 (昭和十三年制式)がはめ込まれて展示されている(「九八式鐵殻軍刀（南京大屠殺残殺我同胞107人之軍刀：魏炳文将軍公子魏亮先生捐贈」)。

- 2004年、集英社の週刊ヤングジャンプ43号に本宮ひろ志の漫画『国が燃える』第88話が掲載された。そこでは、南京事件をとりあげ、二人の兵士が捕虜を並べて速く斬る競争をする描写をしたが、政治結社正氣塾や『集英社問題を考える地方議員の会』の抗議を受けて集英社は、「現在、戦犯として処罰された方々のご遺族の皆様が裁判中です。係争中という時期に、誤解を招きかねない描写を掲載した件につきましては、関係者の皆様には、深くお詫び申し上げます」とし、当該シーンを削除した。
- 毎日新聞社が1989年（平成元年）に刊行した『昭和史全記録 Chronicle 1926-1989』には、向井少尉が負傷して不在であったことを理由として、この記事の百人斬りは事実無根だったと記載している[3][142]。
- 中華人民共和国南京市にある南京大虐殺紀念館では、この東京日日新聞の記事を「虐殺の証拠」として等身大パネルを作成して展示をしている[60]。
- 台湾（中華民国）台北市にある中華民国軍の歴史資料館である国軍歴史文物館には、魏炳文少将の親族より贈られた、刀身に「南京の役　殺一〇七人」と刻まれた軍刀が展示されている。同館はこの軍刀を、“南京大虐殺の際、同胞の中国人を107人斬った日本軍刀”であるとして、向井・野田両少尉のいずれかが使用したものに間違いないと主張している。2人が斬ったとされる人数（向井105人・野田106人）より多いことについては、百人斬りが日本で報道された後に、さらに1人斬った可能性があるとしている[143]。
- 日本軍の軍刀は第一次上海事変の戦訓から改良され[144]、下士官兵にも支給されていた[145][注釈 20]。
- 日本刀を実戦で使用すると、損傷が甚だしかった[148]。そこで日本刀匠協会（理事長栗原彦三郎）は、修理慰問団を中国大陸に派遣している[149][注釈 21]。
- 日中戦争では、日本兵が「敵兵○○人を斬った」とする記事が複数掲載された[151][152][153]。「ある准尉がシベリア出兵から日中戦争にかけて百人斬りに挑戦していたが、70人を斬ったところで戦死した。」という記事もある[154]。名刀ならば80名斬っても少しも刃こぼれせず、新刀や現代刀でも正式に鍛錬したものなら20～30名斬ってもビクともせず、ただし昭和刀は論外であったという[155]。また肩は筋肉が発達している上に着衣もあって日本刀が損傷しやすく、首の方が斬りやすかったとの回想もある[156]。
- 野田少尉、向井少尉と共に処刑された田中軍吉は「300人斬りの鬼部隊長」の肩書きでアメリカ合衆国に渡り、ロサンゼルスやサンフランシスコで講演会をおこなっている[注釈 4]。